# Gloria Piedimonte
Pour les articles homonymes, voir Piedimonte.
Gloria Piedimonte, également connue sous le nom de La Guapa (née à Mantoue le 27 mai 1955 et morte dans la même ville le 6 janvier 2022), est une chanteuse, actrice, danseuse et personnalité de la télévision italienne.

## Biographie
Gloria Piedimonte est né à Mantoue le 27 mai 1955. Après quelques rôles mineurs au cinéma, en 1978, elle participe à l'émission musicale Discoring, dans laquelle elle danse sur l'air de la chanson du générique Baila Guapa, interprétée par Bus Connection,. La même année, elle sort deux singles, la chanson de musique disco « Uno » et la chanson de musique spatiale « Ping Pong Space ». L'année suivante, elle joue dans son seul film en tant qu'actrice principale, Baila Guapa. Après des apparitions dans divers films et  romans-photos, elle sort un autre single en 1983, Ma che bella serata. Pendant la même période, bien qu'elle ne soit pas impliquée dans des scènes de sexe elle pose dans plusieurs magazines hard-core, tels que Le Ore et Men ,. Dans ses dernières années, elle se concentre sur la peinture, organisant plusieurs expositions personnelles.
Gloria Piedimonte est décédée du Covid-19 à Mantoue le 6 janvier 2022, à l'âge de 66 ans.

## Filmographie
- 1975 : ...a tutte le auto della polizia... de Mario Caiano
- 1975 : La supplente (it) de Guido Leoni
- 1976 : Oh, mia bella matrigna de Guido Leoni
- 1976 : Comme des chiens enragés de Mario Imperoli
- 1976 : Vices privés, vertus publiques de Miklós Jancsó
- 1976 : Jeunes, désespérés, violents de Romolo Guerrieri
- 1976 : Le seminariste (it) de Guido Leoni
- 1976 : Violence à Rome (I violenti di Roma bene) de Sergio Grieco
- 1977 : Amore all'arrabbiata (it) de Carlo Veo
- 1977 : Fräulein SS (La svastica nel ventre) de Mario Caiano
- 1978 : Un flic de charme (Il commissario Verrazzano) de Francesco Prosperi
- 1979 : John's fever, ce soir on s'éclate de Neri Parenti
- 1979 : Kriminal Porno (Insanlari seveceksin) de Melih Gülgen
- 1979 : Baila Guapa d'Adriano Tagliavia

## Discographie
Single
- 1978 : Ping Pong Space/Ping Pong Space (Version Instrumentale) ( Durium, LD AL 8018, 7")
- 1978 : Uno/Chi sei (Durium, LD AL 8036, 7")
- 1983 : Ma che bella serata/Torno stasera (Gattocicova, GT 501, 7")
- 1983 : Sogno in blu (Melody Records, MR 068/069)
- 2013 : Ma che bella serata [nouvelle version]